# Willi Hollenders
Willi Hollenders (* 23. Juli 1896 in Bocholt; † 7. Februar 1947 in Karlsruhe) war ein deutscher Politiker (NSDAP).

## Leben
Hollenders war Kaufmann und Gastwirt. Er war mit Lina, geborene Wald (* 31. August 1900 in Wiesbaden), verheiratet.
Er trat zum 1. Dezember 1928 in die NSDAP ein (Mitgliedsnummer 106.382) und wurde 1930 Führer der Sektion Wiesbaden-Land und 1932/33 Kreisleiter des Rheingaukreises. Von 1929 bis 1933 war er Stadtverordneter in Wiesbaden. 1933 war er kurzzeitig für den Wahlkreis Landkreis Wiesbaden Abgeordneter im Nassauischen Kommunallandtag und des Provinziallandtags der Provinz Hessen-Nassau. Nach der Machtergreifung der Nationalsozialisten wurde er im März 1933 ehrenamtlicher Stadtrat in Wiesbaden und Dezernent für die städtischen Verkehrsbetriebe.
Zwischen November 1933 und März 1945 war er Bürgermeister in Limburg an der Lahn und 1934 bis 1937 dort NSDAP-Kreisleiter. Nach dem Ende des Zweiten Weltkriegs wurde er im französischen Internierungslager Karlsruhe inhaftiert.